# 고종수
고종수 (한국 한자: 高宗秀, 1977년 10월 30일 ~ )는 대한민국의 전 축구 선수이자 지도자이다.

## 개요
전라남도 여수시 출생으로 여수서초등학교, 여수구봉중학교, 금호고등학교를 졸업하였다. 그라운드를 휘잡고 돌아다니며 나이에 걸맞지 않은 대담하고 탁월한 축구 실력을 선보여 프랑스어로 무서운 아이를 뜻하는 "앙팡 테리블"(Enfant Terrible)이라는 별명을 얻었다. 성씨가 '고'씨인 것에 착안하여 아기공룡 둘리의 등장인물 이름인 '고길동'라는 별명이 붙기도 하였다.
2000년대 초반 K리그에는 '고종수 존'이라는 명칭이 나왔는데 고종수가 그 곳에서 프리킥을 차면 높은 확률로 골로 연결될 정도로 프리킥 실력이 뛰어났다. 2001년 당시 세계적인 골키퍼 칠라베르트를 상대로 프리킥 골을 성공시키기도 하였다.

## 클럽 경력

### 수원 삼성
1996년 수원 삼성 블루윙즈에서 프로 데뷔하여, 뛰어난 활약을 펼치며 팀의 1998년과 1999년 K-리그 2연패와 2001년과 2002년 아시안 클럽 챔피언십 2연패, 2002년 FA컵 우승에 공헌하였다. 특히, 1998년에는 K-리그 최연소 (20세 2개월)로 K리그 최우수선수상을 받게 되었다. 1998년 안정환, 이동국과 함께 1990년대를 대표하는 트로이카를 형성하며 축구장에 오빠부대를 이끌며 K-리그에 엄청난 인기를 불러일으키며 대한민국 축구계의 르네상스를 이끌었고, 2001년 3월에는 아시안 클럽 챔피언십에서 인상적인 플레이를 펼쳐 'AFC 3월의 선수'에 선정되기도 하였다. 2001년 5월 2일 안양 LG 치타스와의 홈 경기에서 K-리그 통산 29번째로 20-20클럽에 가입하였고, 2002년 9월 4일 K-리그 전북 현대 모터스와의 원정 경기에서 왼발 최장거리 골(57m)을 기록하였으며, 이 골로 인하여 역대 최소 경기로 K-리그 통산 14번째로 30-30클럽에 가입하였다.

### 교토 상가
2003년에는 J리그의 교토 퍼플 상가로의 이적을 추진하였으나, 2002 시즌 이후 자유계약 선수로 풀렸지만 이적료가 발생한다는 국내 규정에 의하여 원 소속팀 수원 삼성 블루윙즈와 이적 분쟁을 겪게 되었다. 결국, 고종수의 이적을 무상 임대 형식으로 합의하여 교토 퍼플 상가로 이적하였으나, 팀에 새로 부임한 핌 페르베이크 감독이 고종수를 스트라이커로 기용하려하였고, 이에 고종수는 자신과 맞지 않는 포지션 기용에 항의하며 감독과의 불화가 지속되었고 경기 출전수도 줄어들었다. 결국 감독 눈밖에 난 고종수는 6개월 만에 방출당하였다.

### 수원 삼성 복귀, 전남 드래곤즈
교토에서 방출당한 후 반 년 동안 소속 분쟁을 겪으며 무적 상태로 지내다가 2004년 친정 팀 수원 삼성 블루윙즈로 복귀하였다. 하지만 계속되는 부상을 당하여 제대로 출전하지 못하였고 잦은 훈련 불참과 불성실한 태도로 인하여 수원 삼성 블루윙즈는 그 해 10월 12일에 그를 임의탈퇴 공시했다. 이후 대한축구협회의 배려 속에 잠시 동안 파주 NFC에서 훈련을 하기도 하였고, 2005년 조병국과 함께 김남일과의 맞트레이드로 전남 드래곤즈에 들어오게 되었다. 하지만 시즌 후반기에 발목 부상으로 수술을 받아 출전하지 못하였고, 1년간의 계약 기간이 끝난 뒤 재계약을 하지 못하였다. 이후 한동안 축구를 쉬기도 하였고, 그 와중에 식당을 한다는 등의 루머가 있었지만 와전된 것으로 밝혀졌다.

### 대전 시티즌
2007년 1월 대전 시티즌에 들어와 재기를 꿈꾸었고, 다시 시작하는 마음으로 연봉을 백지 위임하였다. 하지만 연이은 부상을 당하여 그라운드 복귀가 늦춰졌을 뿐만 아니라 자신을 믿어주던 최윤겸 감독이 불미스러운 사건으로 사임하였고, 안정을 되찾기 위하여 심리 치료까지 병행하기도 하였다. 2007년 7월 최윤겸 감독의 후임으로 김호 감독이 임명되어 6년 만에 수원 삼성 블루윙즈에서의 은사인 김호 감독과 다시 만나게 되었다. 2007년 8월 1일 FA컵 16강전 부산 아이파크와의 경기에서 후반 교체출전하며 약 700여일 만에 그라운드에 복귀하였고, 2007년 9월 30일 K-리그 23라운드 전남 드래곤즈와의 원정 경기에서 837일 만에 골을 기록하였으며, 2007년 약체로 꼽히던 대전 시티즌을 6강 플레이오프에 올려놓으면서 자신의 부활을 알렸다. 2008년 팀의 주장을 맡아 자신의 부활을 위해 노력하였으나, 연봉협상에서 비롯된 구단측과의 불화를 겪게 되었는데, 이와중에 대전 구단의 허락도 없이 무단으로 선수단을 이탈하고 음주 등의 부적절한 행동 등을 선보이면서 대전 구단에 대해 노골적으로 불만을 드러내며 구설수에 오르기도 하였었다. 어찌됐든 고종수는 부상으로 시즌 초반 경기에 결장하게 되었으며, 공격 포인트 수당 대신 자신 명의로 축구발전기금으로 기부하는 형식으로 합의하여 그라운드에 복귀하였으나, 고질적인 무릎 부상의 수술 여부로 구단과 다시 마찰을 빚었고, 설상가상으로 구단측은 우선계약 대상자에서 고종수를 제외시키며 갈등이 심화되었다.
결국 김호 감독의 복귀 요청을 받아들이지 못하고 2009년 2월 6일, 고종수는 다소 이른 31세의 나이로 현역 은퇴를 선언하였다.

## 국가대표팀 경력
1997년 1월 18일, 오스트레일리아 4개국 대회에서 노르웨이와의 경기로 A매치 데뷔전을 치렀고, 1997년 1월 25일 같은 대회에서 뉴질랜드와의 경기에서 A매치 최연소 득점 (18세 87일)을 기록하였다. 1998 FIFA 월드컵 당시 '창의적인 선수'를 필요로 하는 차범근 감독에 의해 어린 나이에 발탁, 강팀을 상대로 종횡무진 활약을 펼친 그는 당시 프랑스 언론으로부터 '유일하게 대한민국 축구팀에서 브라질식 플레이를 하는 선수'라며 극찬을 받았다.
천재라 불리며 활약하던 그는 2002년 FIFA 월드컵 사령탑을 맡은 거스 히딩크 감독의 신임 하에 '히딩크의 황태자'라 불리며 대표팀에서 눈부신 활약을 펼쳤다. 하지만 그는 K-리그와 올림픽 대표, 월드컵 대표 등 무리한 강행군을 이어가다 2001년 K리그 경기 도중 부상을 당해 회복하지 못하여 결국 월드컵 엔트리에서 탈락하였다. 2002년 FIFA 월드컵 엔트리 탈락 이유를 그가 게으른 플레이어로 거스 히딩크 감독에게 낙인 찍힌 것으로 오해하는 사람들이 많으나, 그가 엔트리에서 탈락한 이유는 월드컵 개최 6개월 전 당한 부상 때문이었다. 고종수는 당시 거스 히딩크 감독으로부터 "대표팀에서 살아남기 위해서는 고종수처럼 모든 포지션을 소화할 수 있어야 한다."라는 평가를 받을 정도로 대표팀 선수들 중에서 가장 신임 받는 선수였다.
2001년 2월에는 칼스버그컵 파라과이와의 경기에서 넣은 왼발 강슛이 'AFC 2월의 골'에 선정되기도 하였다.
하지만 2001년 부상으로 2002년 FIFA 월드컵 최종 엔트리에서 제외되었으며, 이 후 재활로 잠시 축구를 쉬는 휴식 기간 동안 온라인 게임인 리니지를 했는데, 인터뷰가 와전되면서 고종수가 '
리니지 폐인’이 되었다는 거짓 루머가 퍼지기도 했다.

## 지도자경력

### 수원 삼성 코치

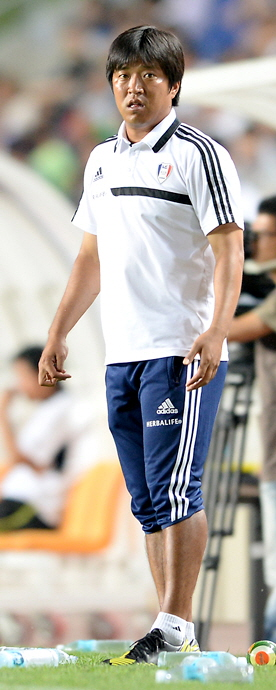
수원 삼성 코치 시절의 고종수

2009년 31세의 이른 나이로 은퇴한 후 2년 동안 지도자 연수를 받았고, 2011년 6월 친정팀인 수원 삼성 블루윙즈의 트레이너로 합류하였다.
2011년 10월 19일 수원 삼성 블루윙즈와 알 사드와의 AFC 챔피언스리그 4강전에서 난투극이 일어났는데 본인도 상대 선수를 가격하여서 퇴장당함과 동시에 AFC 챔피언스리그 6경기 출전정지 징계가 내려지기도 했었다.
2013년 서정원 감독 체제 전환 후 최성용 코치와 함께 팀의 1군 코치가 되었다.

### 대전 시티즌 감독
2017년 11월 24일 대전 시티즌의 신임 감독으로 선임되었으며, 대전 시티즌 최초의 구단 선수 출신 감독이 되었으나, 감독 경력이 전무할 뿐더러 과거 선수 시절 불미스럽게 대전 구단을 떠난 고종수의 감독 선임에 대전팬들은 반발하기도 하였다.
3월 3일 부천 FC와의 리그 개막전을 통해 감독 데뷔전을 치렀으나 2:1로 패했으며, 연이은 안산 그리너스 FC전에서는 상대가 2명이나 퇴장당하는 수적 우세 속에서도 2:3로 역전패하며 큰 비난을 받았으며, 팀의 대표 이사인 김호가 선수단의 훈련이나 전술 등에 개입하면서 실질적인 감독의 역할까지 수행하면서 감독으로서의 고종수의 영향력이 미미하다는 내부고발이 터져나오기도 하였다.
3월 18일 서울 이랜드와의 홈경기에서 1:0 승리를 거두며 감독 데뷔승을 거두었다.
하지만 김호 대표이사의 에이전트사와의 유착관계에 대한 소문으로 인해 본인 또한 바지감독이라는 오명의 오해가 눈두덩이처럼 불어서 언론 및 SNS내에서 많은이들이 고종수의 감독으로써의 능력을 의심하였만 고종수 감독의 대전은 이후 11경기 무패행진을 하며 K리그2에서 4위를 기록, 플레이오프권에 진출하며 실력으로써 본인의 논란을 잠식시켰다.
하지만 2019년 대전 시티즌 신인 선수 선발 테스트 불법 행위에 연루되면서 경찰 조사를 받게 되었고, 경찰은 고종수를 피의자로 전환할 방침이라고 밝혔다.
또한 성적까지 부진하면서 결국 5월 21일 감독직에서 경질되었다.

## 플레이 스타일
왼발을 잘 쓰고 자로 잰 듯한 정교한 볼 배급에 프리킥에도 능하며 미드필드 라인에 창조성을 불어넣을 수 있는 선수로 평가 받았고, 감각적인 패스와 슈팅, 예리한 크로스로 관중을 압도하며 ‘앙팡테리블(프랑스어: enfant terribles, 무서운 아이)’이라는 별명을 가지게 되었다. 그의 장기인 강하고 정확한 프리킥은 특히 아크 정면 오른쪽에서 성공률이 높았으며, 그 곳을 고종수 존이라 불렀다.

## 그 외
선수 시절인 2001년 1월 '한·일 올스타'와 '세계 올스타'간 경기에 출전하였고, 호세 루이스 칠라베르트를 꼼짝 못하게 하는 환상적인 프리킥 골을 성공시키기도 하였다.
2007년에는 대한민국 내 한 축구전문지와 해외축구 전문사이트에서 축구팬들을 대상으로 한 '2007년 가장 기대되는 축구인 1위'에 선정되기도 하였다.
2008년 5월 18일 FC 서울과의 경기에서 세레머니를 펼치다가 부상을 당하면서 많은 사람들이 세레머니로 부상을 당해 은퇴를 했다고 잘못 알고 있으며, 세레머니를 펼치는 장면을 사진으로 담은 기자가 기사에 '좆레머니'라고 오타를 범하기도 하였다.

## 뮤직비디오
- 1998년 홍경민 - 내 남은 사랑을 위해

## 경력 목록

### 클럽
- 1996년 ~ 2004년  수원 삼성 블루윙즈
- 2003년  교토 퍼플 상가 (임대)
- 2005년  전남 드래곤즈
- 2007년 ~ 2008년  대전 시티즌

### 국가대표
- 1998년 FIFA 월드컵 대표
- 2000년 하계 올림픽 대표
- 2001년 FIFA 컨페더레이션스컵 대표

### 지도자 경력
- 2011년 ~ 2012년  수원 삼성 블루윙즈 트레이너
- 2013년 ~ 2017년  수원 삼성 블루윙즈 1군 코치
- 2017년 ~ 2019년  대전 시티즌 감독

## 수상 내역

### 개인
- 1993년 시도대항 축구대회 득점왕 수상
- 1994년 백록기 최우수선수 수상
- 1997년 아디다스 컵 어시스트왕 수상
- 1998년 스포츠서울 최고의 인기선수상 수상
- 1998년 K리그 MVP 수상
- 1998년 K리그 베스트 11 선정
- 1999년 K리그 베스트 11 선정
- 2000년 아디다스 컵 득점왕 수상
- 2000년 험멜-스투 인기상 수상
- 2001년 AFC 선정 '2월의 골'
- 2001년 AFC 선정 '3월의 선수'
- 2007년 윈저어워즈 올해의 재기상 수상

### 클럽

#### 수원 삼성 블루윙즈
- K-리그 우승 2회 (1998년, 1999년)
- K-리그 준우승 1회 (1996년)
- FA컵 우승 1회 (2002년)
- FA컵 준우승 1회 (1996년)
- 아디다스 컵 우승 3회 (1999년, 2000년, 2001년)
- 대한화재 컵 우승 1회 (1999년)
- 대한민국 슈퍼컵 우승 2회 (1999년, 2000년)
- 아시아 클럽 챔피언십 우승 2회 (2001년, 2002년)
- 아시아 슈퍼컵 우승 2회 (2001년, 2002년)

#### 교토 퍼플 상가
- 일본 슈퍼컵 준우승 1회 (2003년)

### 코치

#### 수원 삼성 블루윙즈
- FA컵 우승 1회 (2016년)